# A Different Beat (альбом)
A Different Beat (с англ. — «Другой ритм») — студийный альбом ирландского гитариста и певца Гэри Мура, изданный в 1999 году.
«A Different Beat» значительно отличается от более ранних работ Мура — здесь он впервые серьёзно увлёкся электронным звучанием. Как отмечено на Allmusic, несмотря на такое изменение стиля, «всё ещё есть возможность для некоторых фирменных ледорубных соло, и можно услышать утончённую гимнастику Мура вместе с ритмами современного танца — это совершенно уникальный опыт. Наиболее впечатляющими являются „Lost in Your Love“, учитывая страстное вокальное и инструментальное исполнение, и блаженная „Surrender“, совершенно другой конец эмоциональной шкалы. „Bring My Baby Back“ — это чудесное живописное описание предстоящей поездки брошенного любовника на поезде, чтобы попытаться спасти свою бывшую любовь. Мур и его продюсерская команда подают приятный набор танцевальных ритмов, приправленных неподражаемыми мелодиями». Сочетание пронзительной соло-гитары с жёстким брейкбитом может быть расценено по-разному — и как смелый шаг вперёд, желание порвать со старыми штампами, и как попытка поднять свои акции в глазах молодёжи. Однако в последующих своих альбомах Гэри Мур вернулся к характерному блюз-року (его следующий альбом так и назывался — Back to the Blues), эксперименты с электроникой не стали для него тенденцией.

## Список композиций
| №   | Название                                | Автор(ы)     | Длительность |
| --- | --------------------------------------- | ------------ | ------------ |
| 1.  | «Go On Home»                            | Moore        | 4:21         |
| 2.  | «Lost In Your Love»                     | Moore        | 5:59         |
| 3.  | «Worry No More»                         | Moore        | 5:07         |
| 4.  | «Fire»                                  | Jimi Hendrix | 2:50         |
| 5.  | «Surrender»                             | Moore        | 9:38         |
| 6.  | «House Full Of Blues»                   | Moore        | 4:49         |
| 7.  | «Bring My Baby Back»                    | Moore        | 4:50         |
| 8.  | «Can't Help Myself»                     | Moore        | 5:52         |
| 9.  | «Fatboy»                                | Moore        | 3:27         |
| 10. | «We Want Love»                          | Moore        | 5:43         |
| 11. | «Can't Help Myself» (E-Z Rollers Remix) | Moore        | 12:18        |

## Участники записи
- Гэри Мур — гитара, клавишные, бас, вокал.
- Гэри Хасбанд — ударные.
- Роджер Кинг — клавишные, программирование.
- Фил Николс — программирование.